# Real-Time Specification for Java
Real-Time Specification for Java（）、RTSJ は Java 言語におけるリアルタイムプログラミングを考慮に入れたインターフェースと振る舞いの仕様のセットである。RTSJ 1.0は Java Community Process の下でJSR 1として開発された。2006年現在、RTSJ 1.1がJSR 282として開発中である。